# Gianni Toti
Gianni Toti (Roma, 24 giugno 1924 – Roma, 8 gennaio 2007) è stato un poeta, artista e giornalista italiano, creatore della poetronica negli anni 1980.

## Biografia
Laureato in legge, partecipa alla resistenza partigiana ed è per molti anni giornalista de l'Unità come inviato speciale (1946-1968). È redattore-capo de La voce della Sicilia (negli anni '40), vicedirettore di Lavoro, il rotocalco della CGIL, dal 1951, e poi direttore dal 1956 al 1958. Successivamente lavora a Vie nuove (1958-1969), collabora a Paese Sera (negli anni '60) ed è condirettore di Carte segrete (1967-80) e di Carte Scoperte (1980-1986). Nel Pioniere dell'Unità del 1963 e del 1964 furono pubblicati suoi racconti: L'arco, il coltello e grazie - Lucho Tupac Amaru III e Gotapo e la chitarra dei Gauchos.
Si è occupato di critica letteraria, teatrale e cinematografica, ma soprattutto è stato un poeta aperto ai più diversi modi espressivi, occupandosi di narrativa, teatro, cinema e videopoesia.
Tra il 1968 e il 1969 collabora con Cesare Zavattini ai Cinegiornali liberi.
Nel 1973 realizza il film ...e di Shaúl e dei sicari sulle vie da Damasco e..., rilettura in chiave contemporanea della vita di San Paolo.
Negli anni Settanta Gianni Toti entra in contatto con Ca Balà e vi collabora. Una lettera alla redazione della rivista è pubblicata nel volume Uno sguardo profondo. Nel 1979 partecipa al film Dalla nube alla resistenza interpretando il ruolo del prete.
All'inizio degli anni ottanta inizia una sperimentazione in cui si fondono poesia, cinema e arte elettronica, creando un linguaggio da lui definito "poetronica" (videopoesia e poesia elettronica).
Per la realizzazione delle sue opere collabora con diversi centri di produzione, tra i quali il Settore Ricerca e Sperimentazione Programmi della Rai e il Centre de Recherche Pierre Schaeffer di Montbéliard-Belfort.
Nel 1950 si sposa con Marinka Dallos, conosciuta nel 1948 all'incontro mondiale della gioventù comunista a Budapest, in Ungheria. A lei è dedicata la VideoPoemOpera Planetopolis (1994).
Dal 2021 l'Archivio di Gianni Toti, il fondo fotografico, la videoteca e la biblioteca di oltre 15.000 volumi sono conservati dall'Associazione Gottifredo, ad Alatri, che ha dato vita alla Biblioteca Totiana, sulla scorta dell'esperienza precedentemente maturata da La Casa Totiana.
Dal 2010 il fondo archivistico e la biblioteca di Gianni Toti sono stati riconosciuti come "beni di particolare interesse storico"  dalla Soprintendenza Archivistica e Bibliografica de Lazio. 

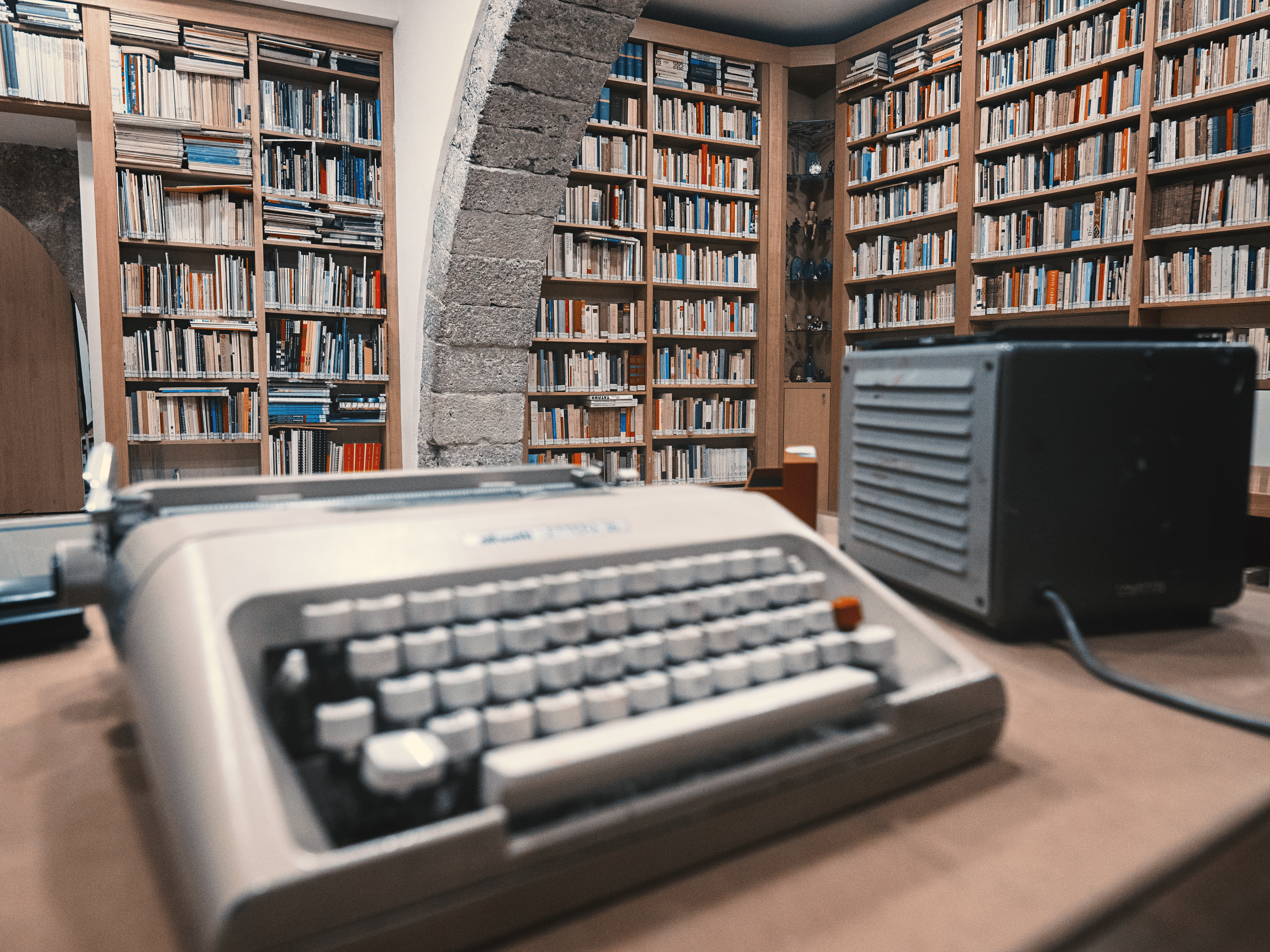
Biblioteca Totiana - Associazione Gottifredo, Alatri

## Cinema
- Chi ha paura della Cecoslovacchia?, Unitelefilm, 1969 (Materiali conservati presso l'Archivio Audiovisivo del Movimento Operaio e Democratico).
- Ciné-tracts, cinevolantini e cinegiornali liberi Ufficio Cinema Pci, Unitelefilm 1968-1969
- Lenin vivo, in collaborazione con Joaquìn Jorda, sezone stampa e propaganda direzione PCI 1970
- ...e di Shaúl e dei sicari sulle vie da Damasco e..., Istituto Luce, Italnoleggio con la collaborazione dell'Organisme National de Cinéma de Syrie, 1973.
- Alice nel paese delle cartaviglie, Ente Nazionale per la Cellulosa e per la Carta, 1980.

## Videopoesia
- Per una videopoesia. Concertesto e improvvideazione per mixer, memoria di quadro e oscillo-spettro-vector-scopio, Rai, Settore Ricerca e Sperimentazione Programmi, 1980.
- Tre videopoemetti: Voyelles, Videolettura di poesia su poetarcheografia, Nebulosa testuale, Rai, Settore Ricerca e Sperimentazione Programmi, 1981.
- La trilogia majakovskijana, Rai, Settore Ricerca e Sperimentazione Programmi, 1983- 1984.
- L'immaginario scientifico, Videoest, Trieste, 1986.
- SqueeZangeZàum, Terza Rete Rai, Istituto Luce, Italnoleggio, 1988.
- Terminale Intelligenza, Università degli studi di Pisa, 1990.
- Monteveritazione opera n. 000?, Videoart Festival, Locarno, 1991.
- Tenez Tennis, Università di Bologna, Etabeta, 1992.
- L'origInédite,[4] Atélier Brouillard Précis, Marsiglia, 1994.
- Planetopolis, Centre Internazionale de Création Vidéo - CICV, 1994 (dedicata alla moglie Marinka Dallos).
- Tupac Amauta,[5] CICV, 1997.
- Canto vegetal al Pachamamacoca, CICV 1997 (in collaborazione con Marko Mormil e Elisa Zurlo).
- Acà Nada, Prim, Montréal 1998.
- Gramsciategui ou les poesimistes - secondo grido, CICV, 1999.
- La morte del trionfo della fine, CICV, 2003.

## Saggistica
- Gianni Toti, Il tempo libero, Roma, Editori Riuniti, 1961.
- Gianni Toti, Erotismo, eversione, merce, Bologna, Cappelli, 1974.
- Gianni Toti, Mostri al microscopio, Venezia, Marsilio, 1980.
- Gianni Toti, Planetario. Scritti giornalistici, a cura Massimiliano Borelli e Francesco Muzzioli, Roma, Ediesse, 2008, ISBN 978-88-230-1293-6.

## Narrativa
- Gianni Toti, L'altra fame, Milano, Rizzoli, 1970.
- Gianni Toti, Il padrone assoluto, Milano, Feltrinelli, 1977.
- Gianni Toti, Tredici racconti dell'anagnoste, Roma, Artificina, 1981.
- Gianni Toti, Raccontìtoti. In raccontumàcia: della fine o il pozzo di babele, in "La Taverna di Auerbach", Anno I, autunno 1987, ISSN 0394-3518.
- Gianni Toti, Racconti da palpebra, Roma, Empiria, 1989.
- Gianni Toti, Poco dopo gli ultimi tre femtosecondi, Bergamo, El Bagatt, 1995.
- Gianni Toti, I meno lunghi o i più corti racconti del futuremoto, a cura Giovanni Perego, Roma, Fahrenheit 451, 2012, ISBN 978-88-86095-55-6.
- Gianni Toti, Inenarraviglie - totìusque tandem totìlina, a cura di Massimiliano Borelli (senza riferimenti editoriali).

## Poesia
- Gianni Toti, Che c'è di nuovo, Premio Rapallo 1962.
- Gianni Toti, L'uomo scritto, Caltanissetta, Sciascia, 1965.
- Gianni Toti, La coscienza infelice, Milano, Guanda, 1966.
- Gianni Toti, Penultime dall'al di qua, Caltanissetta, Sciascia, 1969.
- Gianni Toti, Tre ucronie della coscienza infelice, Roma, Editrice I Centauri, 1970.
- Gianni Toti, Chiamiamola poe metànoia, Roma, Carte segrete, 1974.
- Gianni Toti, Compoetibilmente infungibile, Manduria, Lacaita, 1979.
- Gianni Toti, Il leggibile figlio di Jakob, Bergamo, El Bagatt, 1984.
- Gianni Toti, Strani attrattori, Roma, Empiria, 1986.
- Gianni Toti, I penultimi madrigali, Roma, Fahrenheit 451, 2004.